# Xyela japonica
Xyela japonica (лат.) — вид перепончатокрылых насекомых рода Xyela из семейства пилильщиков Xyelidae. 

## Распространение
Япония, Сикоку. 

## Описание
Мелкие пилильщики, длина тела около 4 мм. Длина переднего крыла самки от 3,7 до 4,6 мм; длина яйцеклада от 1,7 до 1,9 мм. Голова чёрная. Ложногусеницы питаются предположительно на сосне густоцветковой (Pinus densiflora).